# Sattelbogen (Adelsgeschlecht)

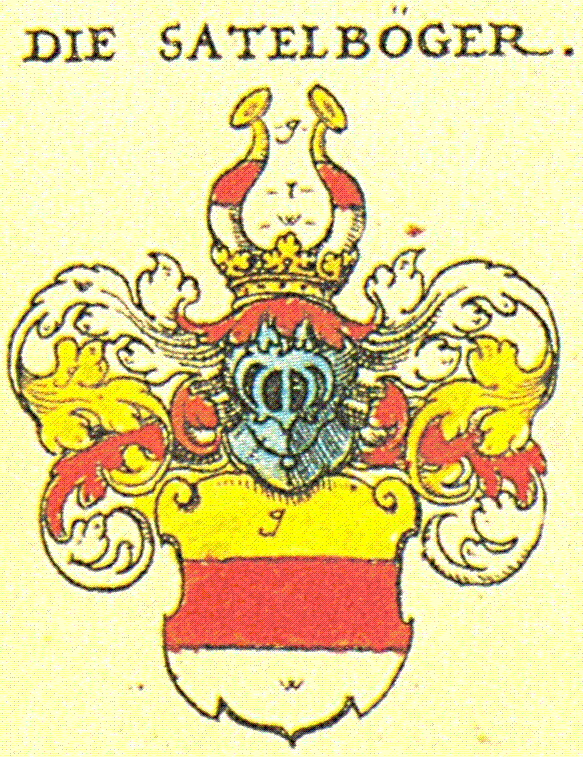
Familienwappen nach Siebmachers Wappenbuch

Die Herren von Sattelbogen, auch Satlboger bzw. Satlpoger genannt, waren eines der mächtigsten, einflussreichsten und angesehensten Rittergeschlechter des Bayerischen Waldes.

## Geschichte

### Ursprung
Bereits im 10. Jahrhundert war in Sattelbogen ein so genannter Burgstall zu einer kleinen Festung eingerichtet. Die Ausdehnung dieser alten Burganlage ist auch heutzutage noch wahrzunehmen, obwohl kein Stein der einstigen wehrhaften Mauern mehr zu sehen ist. Der einzige Zeuge grauer Vorzeit, der seinerzeit zur Befestigung eingerichtete Wallgraben, lässt den Standort und die enormen Ausmaße der Befestigung erkennen.
Die erste Erwähnung der Herren von Sattelbogen führt auf das Jahr 948 zurück, als sie am Turnier zu Konstanz teilnahmen. Der erste urkundliche Nachweis datiert auf das Jahr 1130, als „Albert von Satlpogen“ als Zeuge in einer „Übergab Herzogs Hainrichs von Bayrn und Sachsen“ beiwohnte. Die zahlreichen Erwähnungen über die Teilnahme an Turnieren, wie z. B. zu Zürich im Jahre 1165, lassen darauf schließen, dass es ein kampffähiges und streitbares Rittergeschlecht war.

### Weitere Entwicklung
Die Sattelboger waren als Ministerialen den Grafen von Bogen in Bogen und den Herzögen dienstbar. Im Nordwesten war Sattelbogen die am dichtesten an die Mark Cham vorgeschobene Ministerialenburg. Die Verbundenheit derer von Sattelbogen mit den Grafen zu Bogen zeigt sich nicht nur im Namen, sondern auch die dreifache Querteilung des Wappens wurde durch die Bogener beeinflusst, die drei gelbe Bogen auf blauem Grund auf ihrem Schild führten.
Albert von Sattelbogen wurde als herzoglicher Ministeriale nachgewiesen. Im Jahre 1229 nannte Herzog Ludwig den Albert von Sattelbogen seinen Ministerialen. Demnach ist naheliegend, dass dieses Ministerialengeschlecht sowohl den Herzögen wie den Grafen von Bogen dienstbar war. Die Gründung der Nikolauskirche in Sattelbogen wird man mit großer Wahrscheinlichkeit dieser Familie zuweisen können.
Als Zeugen oder als Mitsiegler bei Verträgen oder Verkäufen erschienen sie in der Folgezeit häufig. Im Jahre 1311 erlangte Konrad von Satlpogen durch die sogenannte Ottonische Handfeste die Hofmarksrechte und damit die niedrige Gerichtsbarkeit. Sein Bruder Albrecht war Richter in Viechtach. Als Verwaltungs- und Justizbeamte standen die Satlpoger im ganzen Bayerischen Wald in  hohem Ansehen. So war Friedrich der Satlpoger von 1318 bis 1331 Pfleger (vergleichbar mit jetzigen Landräten) in Cham. Er war einer der reichsten und gewandtesten Ritter seines Jahrhunderts und entfaltete als solcher in Cham einen großen Glanz in der Verwaltung seines Amtes.

### Verbreitung
Mit der Ausdehnung der Familie erweiterte sich auch der Besitz, teils durch Heirat, teils durch Kauf oder Erbschaft. Zahlreiche Dokumente und Urkunden aus der ersten Hälfte des 14. Jahrhunderts zeugen vom Einfluss und Reichtum der Sattelboger, die an verschiedenen Orten nicht nur hohe Ehrenstellen als Richter, Pfleger, Vizedom und Pröpste bekleideten, sondern auch im Besitz von Schlössern und Hofmarken des Bayerischen Waldes waren. 
Während sich die Sattelboger auf ihrer Stammburg „von Satlpogen“ schrieben, benannten sich die anderen Familienmitglieder je nach ihren Burgen und Sitzen, die sie innehatten. Die Nachkommen Albrechts begründeten die Linie Sattelbogen, Friedrich die Linie Neuhaus und Heinrich die Linie Geltolfing. Die Familie eines Heinrichs von Sattelbogen ließ sich im Gefolge der Herzöge von Straubing-Holland dauernd in den Niederlanden nieder. Die Schlösser und Güter Schönberg, Sallach, Miltach und Bleibach waren bereits 1321 von den bayerischen Fürsten als Pfandschaften an einen Albrecht von Satlpogen übergegangen.
Weiter hatten Angehörige des Geschlechts der Satlpoger folgende Burgen und Herrschaftssitze inne:
- Wiesenfelden bis 1315
- Schloss Schönberg 1333
- Steinach bis 1334
- Thierling bis 1345
- Thierlstein bis 1367
- Liebenstein bis 1385
- Sallern bis 1392
- Welchenberg bis 1410
- Neuhaus bis 1421
- Aiterhofen bis 1429
- Zandt bis 1467
- Offenberg bis 1474
- Arnschwang bis 1506
- Burg Lichteneck am Hohen Bogen bis 1523
- Geltolfing bis 1526

Die Güter Konzell, Roßhaupten und Ränkam waren vorübergehend im Besitz der Sattelboger. Die Aufzählung macht deutlich, wie mächtig und einflussreich das Geschlecht der Sattelboger zu jener Zeit war. In einigen Wappen kann man noch die Verbundenheit zu Sattelbogen erkennen, wie hier im Wappen von Arnschwang.

### Persönlichkeiten
Der Name Sattelbogen hatte im 14. und 15. Jahrhundert einen guten Klang im Bayerischen Wald und darüber hinaus. Die Händel und Fehden, die die Sattelboger ein Jahrhundert vorher allenthalben geführt hatten, haben ihrem Ansehen ebenso wenig geschadet wie das Raubrittertum, dem sie in der „kaiserlosen schrecklichen Zeit“ des Interregnums 1254 bis 1273 verfallen waren.
Neben alledem vergaßen sie jedoch auch nicht für ihr Seelenheil zu sorgen, wie wir überhaupt unter den Herren von Sattelbogen große Wohltäter für kirchliche Zwecke finden. Deswegen ist es auch nicht verwunderlich, dass unter den Sattelbogern auch bedeutende Vertreter des geistlichen Standes zu finden sind. Martin von Satlpogen erlangte 1406 das Vizedomamt von Niederbayern und ein weiterer Satlpoger war Pfarrer von Altendorf. Margarethe von Satlpogen starb 1435 als Äbtissin von Obermünster in Regensburg; eine Sattelbogener Straße in Regensburg erinnert noch heute daran. Erhard von Satlpogen wurde 1428 zum Bischof von Regensburg gewählt, diese Würde trat er jedoch zugunsten Konrads von Soest ab. Des Weiteren führen die Nekrologien von Windeberg und Oberaltaich verschiedene Satlpoger als Konventbrüder auf.
Im Jahre 1375 verkaufte Heinrich die halbe Veste Sattelbogen an Rainer von Rain, den Gemahl seiner Schwester Agnes. Die andere Hälfte brachte die zweite Schwester Anastasia ihrem Gemahl Karl Ramsberger von Altransberg  mit in die Ehe, welcher sich noch 1395 „auf Sattelbogen“ schrieb. Dieser verstarb jedoch bald und Anastasia  heiratete den Ritter Dietrich von Lobenstein und Sünching, wodurch zunächst die halbe und später dann die gesamte Burg in Sattelbogen an die Hofer kam. Heinrich von Sattelbogen war mit Degenhart dem Hofer auf Pilgerfahrt im Heiligen Land.
In die Zeit von Sigmund von Sattelbogen fällt die Gründung des Löwlerbundes im Jahre 1489. Zwei Jahre später lehnte sich der Bund gegen Herzog Albrecht auf. Im Jahre 1493 kam es zum Friedensschluss.
Sigmund von Sattelbogen war der letzte Ritter der Familie. Nachdem nach dreimaliger Ehe auch noch sein einziger Sohn gestorben war, wurde er des unaufhörlichen Kämpfens müde und trat als Laienbruder in das Kloster Oberalteich ein. Am Martinstag des Jahres 1537 schloss er als letzter seines Stammes und Namens die Augen für immer. Seine Grabplatte befindet sich an der westlichen Friedhofsmauer in Oberaltaich.